# ٿ
Tha (ٿ) est une lettre additionnelle de l’alphabet arabe utilisée dans l’écriture de l’od, du rajasthani, du sindhi et dans la transcription xiao'erjing des langues chinoises. Il a aussi été utilisé en swahili notamment par Mwalimu Sikujua ou Muhamadi Kijuma.

## Utilisation
Dans l’écriture du rajasthani et du sindhi avec l’alphabet arabe, ‹ ٿ › représente une consonne occlusive alvéolaire sourde aspirée [tʰ].
Dans la transcription xiao'erjing, ‹ ٿ › représente une consonne affriquée alvéolo-palatale sourde [tɕʰ].
En swahili, les lettres tāʾ à quatre points ‹ ٿ › et dāl à quatre points ‹ ڐ › ont été utilisées notamment par Muyaka bin Hadji ou Mwalimu Sikujua pour représenter la consonne occlusive alvéolaire sourde [t] et consonne occlusive alvéolaire voisée [d].